# Carretera de Nebraska 13
La Carretera de Nebraska 13 (en inglés: Nebraska Highway 13) y abreviada NE 13, con una longitud de 48,65 millas (78,3 km), es una carretera estatal que se ejecuta principalmente de noroeste a sureste con una terminal de oriente al sur de estado estadounidense en el noreste de Nebraska. La Carretera de Nebraska 13 se inicia con un terminal al sureste de  Hadar en una intersección con U.S. Route 81 y un terminal norte al sur de Center en una intersección con Carretera de Nebraska 84.

## Cruces
Los principales cruces de la Carretera de Nebraska 13 son las siguientes:
| Condado  | Ubicación | Millas | Cruces                         | Notas                  |
| -------- | --------- | ------ | ------------------------------ | ---------------------- |
| Pierce   | Hadar     | 0.00   | US 81 (555th Avenue)           | Terminal sur           |
| Pierce   | Pierce    | 9.15   | NE 98 Este (Oeste Main Street) |                        |
| Pierce   |           | 13.85  | NE 121 Norte (546th Avenue)    |                        |
| Pierce   | Plainview | 26.80  | US 20 Este (Oeste Park Avenue) | Extremo sur de US 20   |
| Antelope |           | 31.48  | US 20 Oeste                    | Extremo norte de US 20 |
| Knox     | Creighton | 39.56  | NE 59 (Main Street)            |                        |
| Knox     | Center    | 48.65  | NE 84                          | Terminal norte         |